# Lasius nearcticus
Lasius nearcticus är en myrart som beskrevs av Wheeler 1906. Lasius nearcticus ingår i släktet Lasius, och familjen myror. Inga underarter finns listade.